# Chionophylax monteryla
Chionophylax monteryla là một loài Trichoptera trong họ Limnephilidae. Chúng phân bố ở miền Cổ bắc.